# Frankfurt-Altstadt
Altstadt is een stadsdeel van Frankfurt am Main. Het stadsdeel omvat het oude stadscentrum van Frankfurt en ligt ten oosten van het Hauptbahnhof. Tot aan de verwoesting van de stad in 1945 was Frankfurt met zijn ongeveer 1250 grotendeels uit de middeleeuwen stammende vakwerkhuizen een van de grootste vakwerksteden van Duitsland. De stad werd na de oorlog veelal modern heropgebouwd. De Römerberg, de belangrijkste markt van de stad, werd wel volledig gereconstrueerd.
Tussen 2012 en 2018 werd onder de naam Dom-Römer-Projekt tussen de Kaiserdom en het Römer, een nieuw gebied tot Altstadt herschapen. Op 7.000 m² werd een groot gebouw dat in de jaren zeventig gebouwd werd gesloopt en werden straten en pleintjes, die daardoor verdwenen waren, terug hersteld in hun oude glorie.
|  |  |  |

Altstadt · Bahnhofsviertel · Bergen-Enkheim · Berkersheim · Bockenheim · Bonames · Bornheim · Dornbusch · Eckenheim · Eschersheim · Fechenheim · Flughafen · Frankfurter Berg · Gallus · Ginnheim · Griesheim · Gutleutviertel · Harheim · Hausen · Heddernheim · Höchst · Innenstadt · Kalbach-Riedberg · Nied · Nieder-Erlenbach · Nieder-Eschbach · Niederrad ·  Niederursel · Nordend · Oberrad · Ostend · Praunheim · Preungesheim · Riederwald · Rödelheim · Sachsenhausen · Schwanheim · Seckbach · Sindlingen · Sossenheim · Unterliederbach · Westend · Zeilsheim